# Joseph R. Bodwell
Joseph Robinson Bodwell, född 18 juni 1818 i Methuen, Massachusetts, död 15 december 1887 i Hallowell, Maine, var en amerikansk republikansk politiker och affärsman. Han var Maines guvernör från januari 1887 fram till sin död.
Bodwell växte upp i fattiga förhållanden. 16 år gammal fick han som jordbruksarbetare en lön av sex dollar i månaden. År 1835 blev han skomakarlärling och år 1852 startade han ett eget företag. År 1866 flyttade han till Hallowell där han startade Hallowell Granite Company. Företaget ändrade senare namn till Hallowell Granite Works. Affärerna gick lysande och Bodwell kunde investera i flera olika branscher samt öppna kontor i Boston, New York och Chicago. År 1869 tillträdde han som borgmästare i Hallowell och innehade ämbetet i två år.
Bodwell efterträdde 1887 Frederick Robie som guvernör och avled senare samma år i ämbetet. Han gravsattes på Hallowell Cemetery i Hallowell.